# City of Manningham
City of Manningham är en kommun (Local government area) i Australien. Den ligger i delstaten Victoria, omkring 20 kilometer öster om delstatshuvudstaden Melbourne. Antalet invånare är 117 537.
Följande samhällen finns i City of Manningham:
- Doncaster East
- Doncaster
- Templestowe Lower
- Donvale
- Bulleen
- Warrandyte
- Park Orchards

Runt Manningham är det i huvudsak tätbebyggt. Runt Manningham är det mycket tätbefolkat, med 1 632 invånare per kvadratkilometer. Genomsnittlig årsnederbörd är 1 244 millimeter. Den regnigaste månaden är juli, med i genomsnitt 140 mm nederbörd, och den torraste är januari, med 49 mm nederbörd.